# Nationalpark Abisko
Der Nationalpark Abisko (schwedisch: Abisko nationalpark) liegt in der schwedischen Provinz Norrbottens län und zwar im schwedisch-norwegischen Grenzgebirge etwa 200 km nördlich des Polarkreises.

## Namensgebung, Beschreibung
Der Name leitet sich von dem in der Nähe gelegenen Ort Abisko ab (samisch: Ábeskovvu = Meereswald). Als einer der 30 bis heute eingerichteten Nationalparks in Schweden wurde der 77 km² große Park am 24. Mai 1909 unter Schutz gestellt – er zählt damit zu den neun ersten auf dem europäischen Kontinent. Die höchsten Berge im Nationalpark sind der Slåttatjåhka mit 1191 m und der Nuolja mit 1169 m.
Der Nationalpark besteht aus einem Tal, das von Bergketten im Süden und Westen und dem Torneträsk-See im Norden umrahmt wird. Dieser See ist der siebtgrößte See Schwedens und der größte im Gebirge gelegene dieses Landes. Der Fluss Abiskojåkka, der durch den ganzen Park verläuft, fließt kurz vor seiner Mündung durch eine Schlucht von etwa 20 m Tiefe. Ihre steilen Felswände vermitteln einen Einblick in die geologische Geschichte der Gegend.
Der Abiskojåkka, ein kleiner Fluss, welcher über ein Delta in den Torneträsk-See mündet, durchzieht den Nationalpark. Am Fluss gab es seit 1900 ein kleines Wasserkraftwerk. Es wurde errichtet, um beim Eisenbahnbau elektrische Bohrer verwenden zu können. Das Kraftwerk konnte jedoch nur im Sommer genutzt werden, da im Winter die Leitungen zufroren. Es wurde später wieder außer Betrieb genommen. Neben dem Fluss gibt es auch kleinere Moorebenen.

## Tourismus
Einer der bedeutendsten schwedischen Fernwanderwege, der Kungsleden, beginnt bei der Abisko Turiststation, die auch über die gleichnamige Bahnstation erreichbar ist, und führt durch den Nationalpark südwärts. Die größten Seen sind der Vuolep Njakajaure, Abiskojaure und Påtjojaure. Die Europastraße 10 führt im Abschnitt zwischen Kiruna und Narvik parallel zu der bereits im Jahr 1903 fertiggestellten Erzbahn (schwedisch: Malmbanan) am Ufer des Torneträsk entlang durch den Nationalpark.

## Fauna und Flora
Die größten im Park vorkommenden Säugetiere sind Elche, Rentiere und gelegentlich Raubtiere wie Polarfüchse, Vielfraße und Luchse. Zu den kleineren zählen Eichhörnchen, Hermeline und der Berglemming. Eine bemerkenswerte Brutvogelart ist der Grünlaubsänger.
Im Gebiet wachsen sowohl Orchideen als auch die Lappland-Alpenrose, ebenso die Weiße Silberwurz sowie verschiedene Beerenarten.
Die häufigste Baumart im Nationalpark ist die Zwerg-Birke. Kiefern kommen dort kaum vor.

## Polarlicht
Die Gegend bietet weltweit die höchste Wahrscheinlichkeit Polarlichter zu sehen.
Es gibt kaum Lichtverschmutzung, da es im Umkreis von ca. 100 km nur wenige kleine Städte gibt. Nur Kiruna und Narvik haben fast 19.000 Einwohner und sind beide ungefähr eine Stunde auf der Europastraße E10 entfernt.
Abisko liegt 195 km nördlich des Polarkreises, und damit in der Mitte des Breitengradbereiches (60° bis 80°), in dem die Bänder des Polarlichtes meistens auftreten.
Zudem weist das Gebiet die niedrigste Niederschlagswahrscheinlichkeit in Schweden auf, da der benachbarte Berg Nuolja die Wolken abhält (dies entspricht auch der Übersetzung seines Namens).

Aurora borealis nahe Abisko
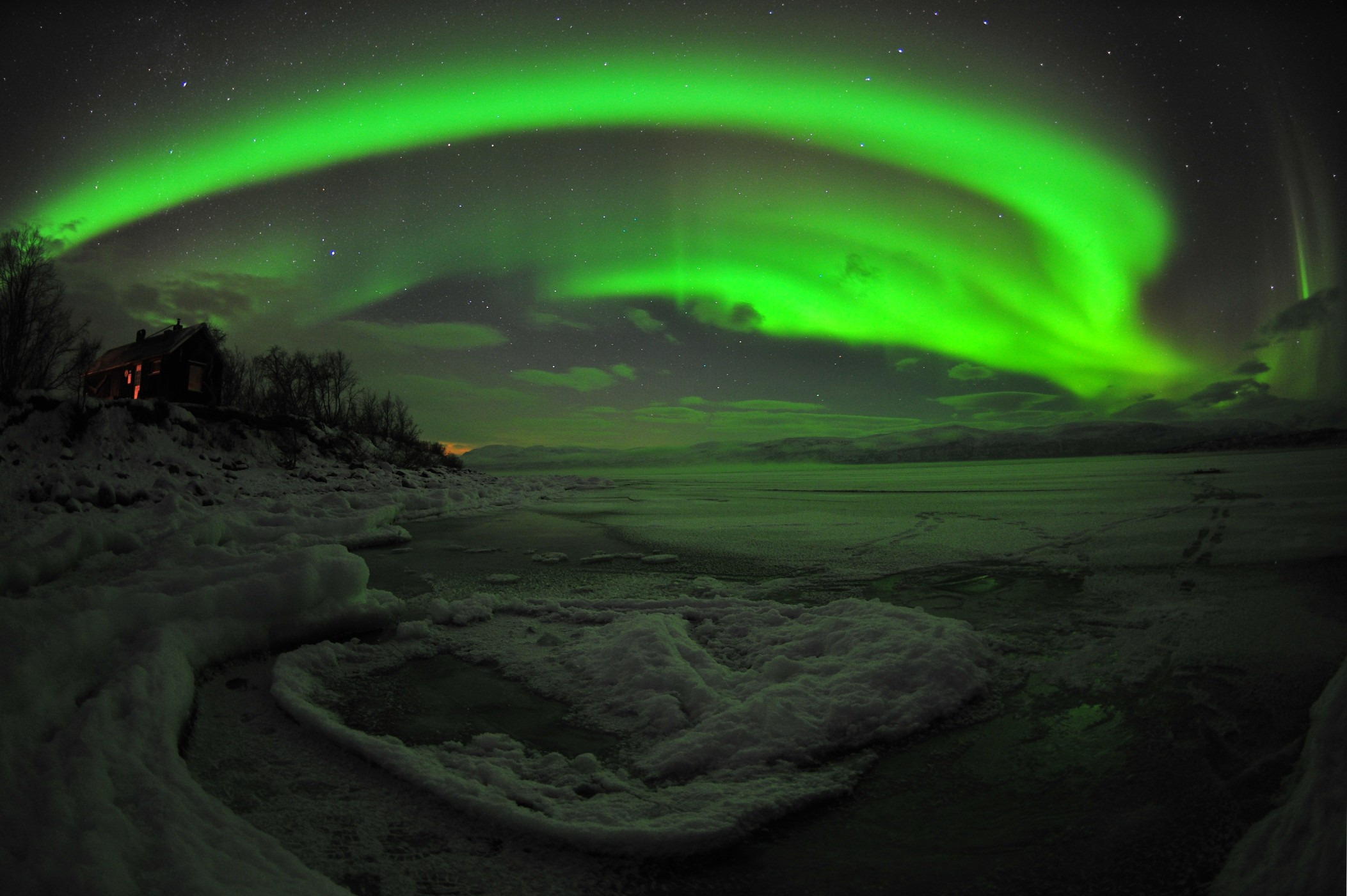
über dem nahen See,
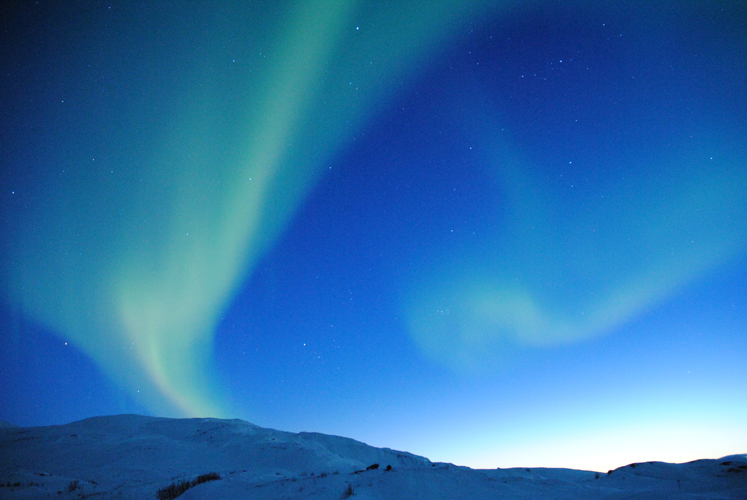
über einem Berg,
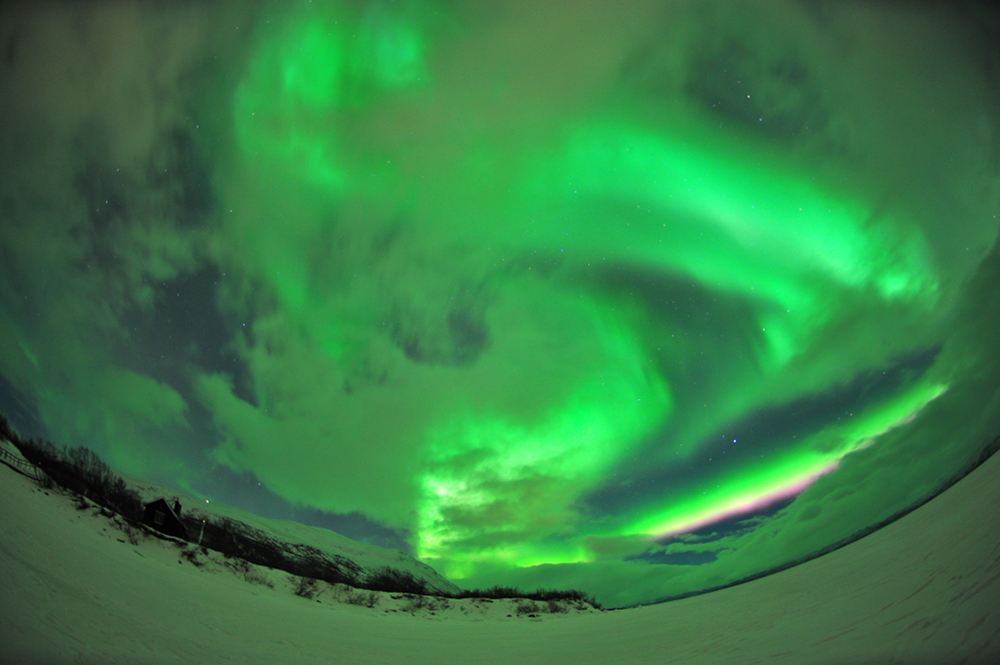
und mit Blick auf den Berg Nuolja (Aufnahme mit Fischaugenobjektiv)